# 幻想曲2000
《幻想曲2000》（英語：Fantasia 2000）是迪士尼第38部经典动画长片，屬多段式電影。

## 概要
本作採用比一般電影底片大上十倍的IMAX規格製作，如貝多芬第五號交響曲的片段中，向畫面席捲而來的黑色三角等場景，便可以充分體驗到IMAX大型底片及螢幕的優點，但透過DVD等家用放映設備欣賞時，便很難體會這個特色。本部動畫正如其名，為1940年的動畫「幻想曲」的續集，與前作同樣以配上音樂的無台詞動畫為主，但和1940年版不一樣的是，本片的片長為了避免讓觀眾不耐，而大幅縮短為75分鐘，此外在各段動畫中都有明確的劇情，讓年齡較低的觀眾也能夠理解，成為老少咸宜的作品（但也因為這個因素，遭到部分「幻想曲」影迷的批評）。

## 演員與配音員
| 演員                  | 演員           | 演員     | 演員     | 角色                                       |
| 演員                  | 台灣配音       | 香港配音 | 大陆配音 | 角色                                       |
| --------------------- | -------------- | -------- | -------- | ------------------------------------------ |
| 史提夫·馬丁           | 杜德勳         | 高翰文   | 金永钢   | 史提夫·馬丁（Steve Martin）                |
| 伊扎克·帕尔曼         | 孫德成         | 葉振邦   | 郭政建   | 伊扎克·帕爾曼（Itzhak Perlman）            |
| 昆西·琼斯             | 趙明哲         | 潘文柏   | 凌云     | 昆西·瓊斯（Quincy Jones）                  |
| 贝蒂·米勒             | 王景平         | 謝月美   | 晏积暄   | 貝蒂·米勒（Bette Midler）                  |
| 詹姆斯·厄爾·瓊斯      | 雷威遠         | 盧雄     | 崔晓东   | 詹姆斯·厄爾·瓊斯（James Earl Jones）       |
| 潘恩與泰勒            | 沈光平（潘恩） | 龔國強   | 张云明   | 潘恩與泰勒（Penn & Teller）                |
| 詹姆斯·莱文           | 康殿宏         | 李建良   | 吴刚     | 詹姆斯·萊文（James Levine）                |
| 安吉拉·蘭斯伯里       | 崔幗夫         | 陳麗卿   | 李宏     | 安琪拉·蘭斯柏里（Angela Lansbury）         |
| 利奥波德·斯托科夫斯基 | 姜先誠         |          |          | 李奧波德·史托考夫斯基（Leopold Stokowski） |
| 維恩·艾爾溫           | 葉樹涵         | 曾秉輝   |          | 米老鼠（Mickey Mouse）                     |
| 托尼·安斯羅莫         | 謝文德         | 關信培   |          | 唐老鸭（Donald Duck）                      |
|                       |                | 郭碧珍   |          | (Daisy Duck)                               |

## 外部連結
- 互联网电影数据库（IMDb）上《幻想曲2000》的资料（英文）
- 爛番茄上《幻想曲2000》的資料（英文）
- Metacritic上《幻想曲2000》的資料（英文）
- 豆瓣电影上《幻想曲2000》的資料 （简体中文）
- Box Office Mojo上《幻想曲2000》的資料（英文）
- AllMovie上《幻想曲2000》的资料（英文）